# Polysphaeria grandis
Polysphaeria grandis är en måreväxtart som först beskrevs av Henri Ernest Baillon, och fick sitt nu gällande namn av Alberto Judice Leote Cavaco. Polysphaeria grandis ingår i släktet Polysphaeria och familjen måreväxter. Inga underarter finns listade i Catalogue of Life.